# 김종하 (1934년)
김종하(金宗河, 1934년 ~ 2019년 3월 3일, 평안북도 신의주)은 대한민국의 제29대 대한체육회 회장이었다.

## 학력
- 육군사관학교 학사 졸업

## 경력
- 1963 대위 예편
- 1973 대한핸드볼협회 부회장
- 1981 ~ 1991 대한핸드볼협회 회장
- 1985.04 ~ 1989.02 제29대 대한체육회 회장
- 1985.10 남북체육회담 수석대표
- 아시아 올림픽 평의회 수석부회장
- 국제핸드볼연맹 이사
- 대한올림픽위원회 명예회장
- 대한올림픽위원회 고문
- 아시아 핸드볼 연맹 부회장
- 1991 ~ 2019 대한핸드볼협회 명예회장

## 서적
- 2009 당신들은 왜 핸드볼에 목숨을 거는가

## 수상
- 체육훈장 청룡장
- 체육훈장 맹호장
- 대한민국 체육상 공로상
- 올림픽 훈장 은장
- 자랑스러운 육사인상

| 전임 노태우 | 제29대 대한체육회 회장 1985년 4월 26일 ~ 1989년 2월 17일 | 후임 김종렬 |